# Гунванфу
Гунванфу (кит. 恭王府, пиньинь Gōng Wáng Fǔ), Дворец князя Гуна — дворцово-парковый ансамбль в районе Сичэн Пекина, столицы КНР. Сегодня на его территории находится открытый для прогулок парк, а также действуют музей и театр.

## История Гунванфу
Дворец был построен в 1776 году для знаменитого фаворита императора, правившего под девизом Цяньлун — всесильного Хэшэня. Это был самый крупный княжеский дворец того времени, по своему масштабу он уступал только императорскому дворцу Гугун. Общая площадь комплекса — 60 тысяч м². На его территории расположено более 30 архитектурных ансамблей, исполненных в различных стилях.
После того, как первого владельца дворца после смерти его покровителя-императора обвинили в коррупции и казнокрадстве, дворец был конфискован и перешёл к Айсиньгьоро Юнлиню, носившему титул «удельный князь Цин» (庆郡王, Цин-цзюньван). Когда его внук, Айсиньгьоро Икуан, был понижен в титуле до «бэйлэ», то дворец был конфискован Внутренним секретариатом, и передан Айсиньгьоро Исиню, имевшему титул «великий князь Гун» (恭亲王, Гун-циньван). С той поры резиденция и приобрела своё современное название.
В 1982 году Гунванфу был включен в Реестр государственного культурного наследия Китая.
В 1996 году для посещения публики был открыт парк, а в 2008 году — весь комплекс.

## Фотографии
- Гунванфу
- Стены вокруг дворца
- Одни из ворот Гунванфу
- Пруд вокруг дворца

## Музей
В 2005 году было принято решение о превращении Гунванфу в музей княжеских дворцов. На тот момент в Гунванфу практически не сохранились картины, каллиграфические работы и другие предметы интерьера со времен княжеской резиденции. Многое было распродано за рубеж в разные годы, поэтому для создания музея пришлось закупать антикварные предметы. Часть экспонатов была получена в дар.
Для воссоздания облика дворца были использованы сохранившиеся в библиотеке Политехнического университета Цинхуа материалы и картины, рассказывающие о планировке резиденции Гунванфу. Значительная часть этих материалов была составлена известным архитектором Лян Сычэном и его коллегами.
Отреставрированный дворец был открыт как музей 24 августа 2008 года.

## Театр
Здание театра находится на одной из трех основных осей планировки комплекса — восточной. Его площадь составляет 685 м². Строительным материалом послужило дерево.
В южной части здания расположен помост, между которым и ширмой из самшита находится сцена. Стены и потолок покрыты росписью с орнаментом глицинии, ширма украшена гравюрой, пол покрыт квадратными плитками.
Зал рассчитан на 200 мест. Здесь проходят спектакли Пекинской оперы, выступления артистов китайского цирка и другие мероприятия. Во время спектаклей девушки в костюмах, стилизованных под времена династии Цин, подносят гостям чай, десерты, закуски.